# Estación Los Álamos
Los Álamos fue una estación ferroviaria ubicada en la comuna chilena de Los Álamos, ubicada en la Región del Biobío, y que fue parte del ramal Los Sauces-Lebu. Actualmente la vía se halla levantada y no quedan restos de la estación.

## Historia
Con el inicio de la planificación y estudios de un ferrocarril que uniera al puerto de Lebu con la red central, varios estudios se realizaron entre 1894 a 1905, pero para 1915 la empresa "The Chilian Eastern Central Railway Company" estaba con problemas financieros y con el tramo entre estación Los Sauces y Guadaba listos; y tuvo que venderle su parte a la Compañía Carbonífera de Lebu, quien siguió los trabajos en 1923. El ferrocarril llegó a esta estación en 1915, con la culminación de la construcción de la sección del ferrocarril entre estación Lebu y esta estación. Debido a la tarea de atravesar la cordillera de Nahuelbuta, el ferrocarril entero entró en operaciones en 1939.
Desde 1884 se venía pensando en un ferrocarril que uniera Lota, Cañete y Concepción; y ya para 1929 la estación era considerada como punto de encuentro entre el ramal Los Sauces-Lebu y una extensión del ramal Concepción-Curanilahue.
Aun cuando el ferrocarril dejó de operar a mediados de 1980 y gran parte de su infraestructura había sido sustraída,[cita requerida] el 20 de octubre de 1998 la Empresa de los Ferrocarriles del Estado da de baja el ramal entre Purén y Lebu; y en 2005 se entrega el permiso estatal para la remoción de todo bien mueble e inmueble del ramal. Actualmente la vía se halla levantada, y no quedan restos de la estación.